# Astronomia osservativa

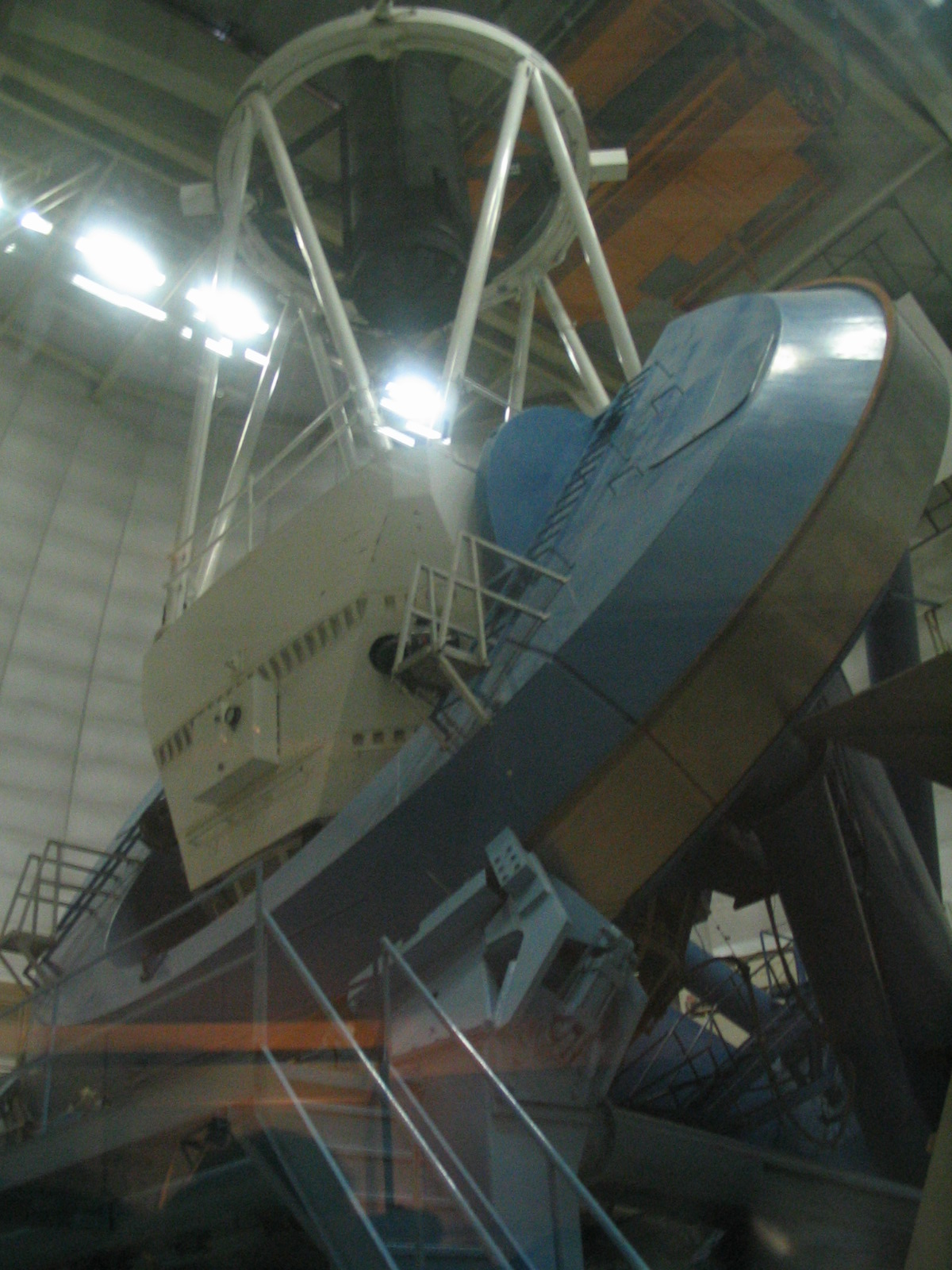
Il telescopio Mayall dell'Osservatorio Nazionale di Kitt Peak

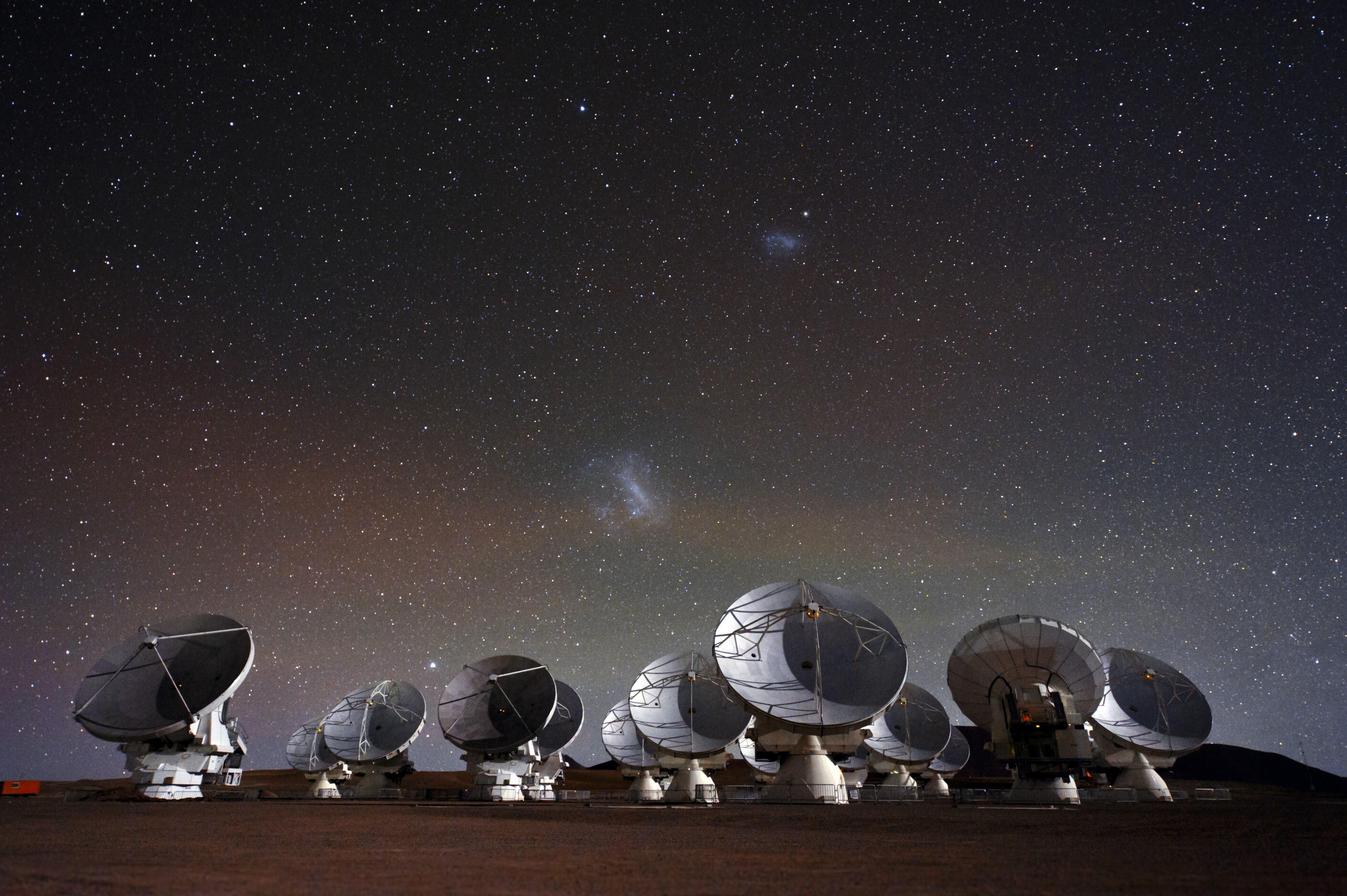
Una veduta di alcuni telescopi che compongo ALMA, il più potente radiointerferometro nelle lunghezze d'onda millimetriche e sub-millimetriche. In cielo, nei pressi del centro dell'immagine, sono visibili la Grande e la Piccola Nube di Magellano.

L'astronomia osservativa è l'attività di osservazione del cielo e degli oggetti celesti nello spazio cosmico, che può essere effettuata a livello professionale o amatoriale, con o senza un'apposita strumentazione. L'astronomia osservativa è una divisione della scienza astronomica che riguarda l'acquisizione dei dati, contrariamente all'astrofisica teorica che concerne principalmente la scoperta delle implicazioni misurabili di modelli fisici.
Come scienza, l'astronomia è alquanto ostacolata dal fatto che è impossibile condurre esperimenti diretti sulle proprietà dell'universo lontano. D'altra parte questo è in parte compensato dal fatto che gli astronomi hanno a disposizione un grande numero di esempi visibili di fenomeni stellari che possono essere esaminati. Questo permette ai dati osservativi di essere tracciati tramite grafici, registrando così andamenti generali.
Esempi vicini di fenomeni specifici, come le stelle variabili, possono dunque essere usati per dedurre il comportamento di ciò che si presenta più distante e, di conseguenza, questi criteri di valutazione distanti possono essere impiegati per misurare altri fenomeni nelle vicinanze, inclusa la distanza di una galassia.

## Tecniche di osservazione

Mappa della radiazione cosmica di fondo.

### Ad occhio nudo
L'osservazione del cielo ad occhio nudo ha una finalità puramente pratica e di diletto. Essa deve essere eseguita necessariamente in luoghi bui, lontani da fonti luminose e in ambienti esenti il più possibile da dispersioni di inquinamento luminoso. In questo caso è possibile identificare le costellazioni principali e gli oggetti del cielo più luminosi come la galassia di Andromeda.

### Con strumenti
Gli astronomi osservano un vasto campo di sorgenti astronomiche, come le galassie con un alto spostamento verso il rosso, la AGNs, le microonde della radiazione cosmica di fondo (residuo del Big Bang) e molti tipi differenti di stelle e protostelle.
Una varietà di dati può essere osservata per ogni oggetto. Le coordinate della posizione localizzano l'oggetto nel cielo usando tecniche dell'astronomia sferica, mentre la magnitudine determina la sua luminosità così come appare dalla Terra. La luminosità relativa nelle differenti parti dello spettro fornisce informazione riguardo alla temperatura e alla fisica dell'oggetto. Le fotografie degli spettri permettono di esaminare la chimica dell'oggetto.

Linee spettrali di un lontano ammasso di galassie (a destra); è evidente lo spostamento verso il rosso in confronto alle linee di assorbimento dello spettro ottico del Sole (a sinistra).

Gli spostamenti del parallasse di una stella rispetto allo sfondo possono essere usati per determinare la distanza, oltre il limite imposto dalla risoluzione dello strumento. La velocità radiale della stella e i mutamenti nella sua posizione oltre il tempo del (moto proprio) possono essere utilizzati per misurare la sua velocità relativa rispetto al Sole. Le variazioni nella luminosità della stella mette in rilievo le instabilità nella sua atmosfera, o magari la presenza di una compagna nascosta. Le orbite delle stelle binarie possono essere usate per misurare le masse relative di ogni compagna, o la massa totale del sistema. Le binarie spettroscopiche possono essere trovate osservando gli spostamenti Doppler nello spettro della stella e della sua vicina compagna.
Stelle di massa identica formatesi nello stesso tempo e sotto condizioni simili avranno peculiarmente quasi identiche proprietà osservate. Guardando da vicino una massa di stelle associate, come in un ammasso globulare, ci consente di assemblare dati riguardo alla distribuzione dei tipi stellari. Queste tabelle possono quindi essere utilizzate per dedurre l'età dell'associazione.
Per le galassie distanti e AGNs sono fatte osservazioni riguardo alla loro forma complessiva e proprietà, come pure i raggruppamenti nei quali vengono trovate. Osservazioni di certi tipi di stelle variabili e supernove di nota luminosità, chiamate candele standard, in altre galassie, permettono di dedurre la distanza dalla galassia ospite. L'espansione dello spazio fa sì che gli spettri di queste galassie vengano spostati, in base alla distanza e modificati dall'effetto Doppler della velocità radiale della galassia. Sia la grandezza della galassia che il suo spostamento verso il rosso possono essere utilizzati per dedurre informazioni riguardo alla distanza della galassia. Le osservazioni condotte su un grande numero di galassie vengono riferite come rilevamenti dello spostamento verso il rosso e sono usate per descrivere l'evoluzione delle forme di galassia.

## Dispositivi utilizzati

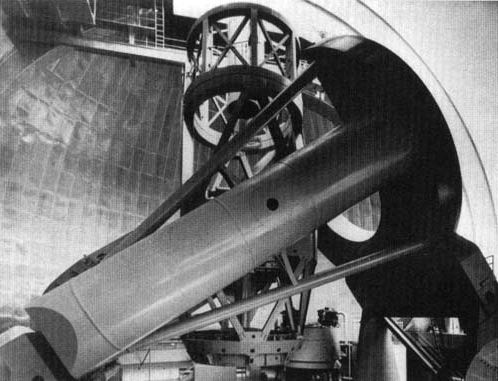
Il telescopio Hale di Monte Palomar è il più grande telescopio a montatura equatoriale (5,1 m).

Lo strumento chiave di quasi tutta la moderna astronomia osservativa è il telescopio. Questo serve a un duplice scopo: raccogliere molta luce e ingrandire l'immagine, affinché oggetti molto deboli o piccoli e distanti possano essere osservati. Per l'astronomia ottica, i componenti ottici usati in un telescopio hanno requisiti molto impegnativi che richiedono grande precisione nella loro costruzione. Tipiche esigenze per rettificare e lucidare uno specchio curvato, per esempio, richiedono che la superficie sia dentro una frazione di una lunghezza d'onda di luce di una particolare forma conica. Molti "telescopi"  moderni attualmente sono costituiti da un apparato di telescopi che lavorano insieme per fornire una più alta risoluzione attraverso la sintesi di apertura.
Grandi telescopi sono alloggiati in cupole, per proteggerli dal tempo atmosferico e stabilizzare le condizioni ambientali. Per esempio, se la temperatura è differente da un lato del telescopio all'altro, la forma della struttura cambierà, a causa dell'espansione termica, spingendo gli elementi ottici fuori dalla loro posizione e intaccando l'immagine. Per questa ragione, le cupole sono di solito bianche (diossido di titanio) splendenti o di metallo non verniciato. Le cupole sono spesso aperte verso il tramonto (puntate ad ovest), molto prima che l'osservazione abbia inizio, in modo che l'aria possa circolare portando l'intero telescopio alla stessa temperatura e condizione ambientale esterna. Per prevenire colpi di vento o altre vibrazioni influenzanti le osservazioni, è ormai diventata pratica abitudinaria montare il telescopio sopra un blocco in calcestruzzo indipendente interno alla cupola/fondazioni dell'edificio.
Per fare quasi ogni lavoro scientifico i telescopi devono tenere traccia degli oggetti mentre ruotano da una parte all'altra del cielo visibile. In altre parole, essi debbono agevolmente compensare la rotazione della Terra. Fino all'avvento dei meccanismi guida controllati dal computer, la soluzione ordinaria era qualche forma di montatura equatoriale, e per piccoli telescopi questo è ancora la norma. Comunque, ciò è strutturalmente un progetto mediocre e diventa sempre più ingombrante con l'incremento del diametro e peso del telescopio. Il telescopio con montatura equatoriale più grande del mondo è il telescopio Hale di 200 pollici (5,1 m), laddove i recenti telescopi di 8–10 m usano la montatura altazimutale, strutturalmente migliore, e sono oggi fisicamente più piccoli dello Hale, malgrado abbia specchi più grandi. Mentre dal 2006 sono stati sviluppati progetti per telescopi altazimutali giganteschi: il Thirty Metre Telescope, e l'Overwhelmingly Large Telescope di 100 m di diametro
Astronomi dilettanti usano strumenti come il telescopio riflettore newtoniano, il telescopio rifrattore e il sempre più popolare telescopio Maksutov.

### La fotografia

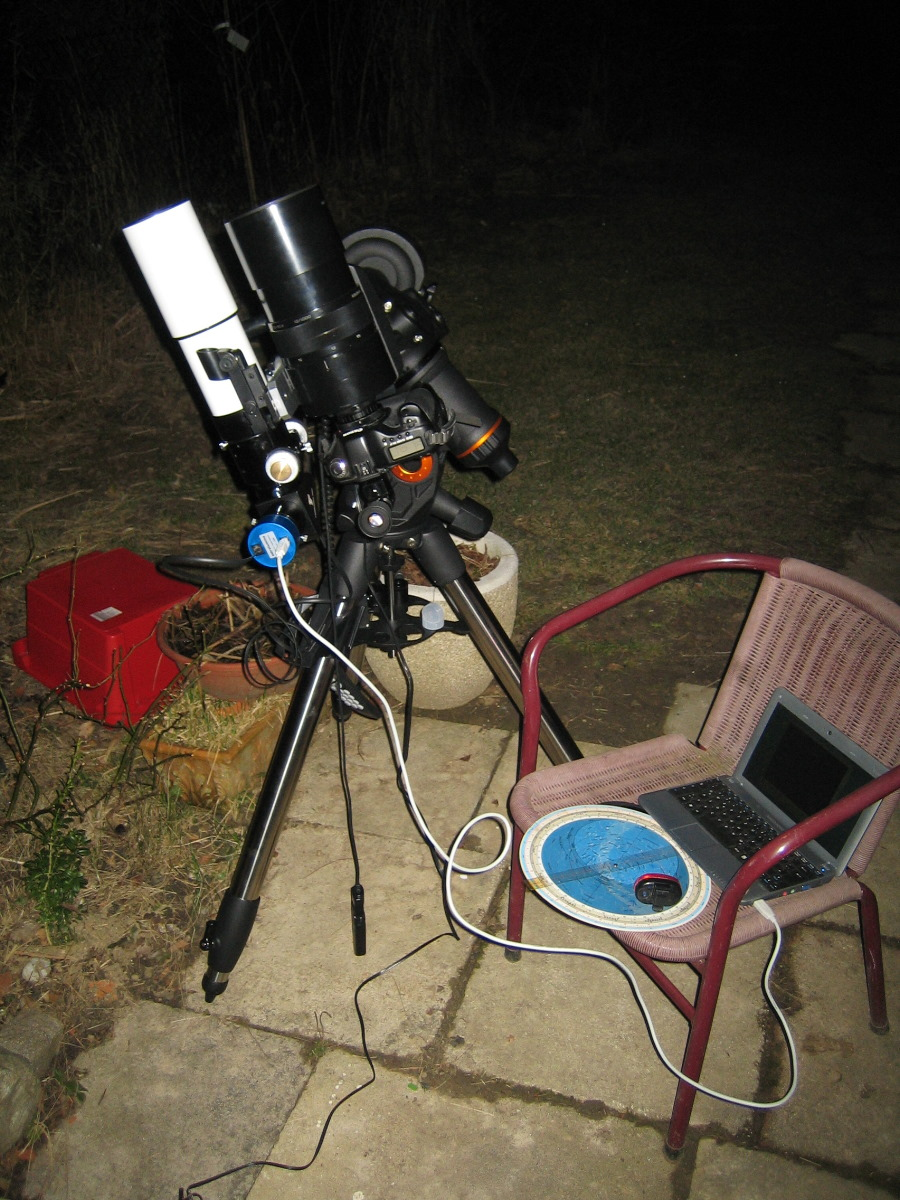
Un telescopio amatoriale per astrofotografia. quello sulla sinistra serve da guida e il monitoraggio, quello sulla destra per fotografare.

Il metodo fotografico consente un ulteriore miglioramento dell'osservazione, consentendo in alcuni casi una precisione e una qualità eccezionali. In particolare con la fotografia è possibile ottenere immagini centinaia di volte più deboli rispetto a quelle percepibili dall'occhio umano posto davanti all'oculare di un telescopio. La fotografia astronomica, o astrofotografia, è un campo dell'astronomia che richiede attrezzatura professionale ed esperienza.
La fotografia ha giocato un ruolo critico nell'osservazione astronomica per oltre un secolo, ma negli ultimi 30 anni è stata ampiamente sostituita dalle applicazioni per imaging, dai sensori digitali come il CCD e i chip CMOS. Aree specializzate dell'astronomia come fotometria e interferometria hanno utilizzato rivelatori elettronici per un periodo di tempo molto più lungo. L'astrofotografia usa una speciale pellicola fotografica (o di solito una lente piatta rivestita con emulsione fotografica), ma ci sono un numero di inconvenienti, particolarmente una bassa efficienza quantica, dell'ordine del 3%, laddove i CCD possono essere sincronizzati con un'QE >90% in una banda limitata. Quasi tutti gli strumenti del moderno telescopio sono apparati elettronici, e i telescopi più vecchi sono stati riadattati con questi strumenti o eliminati del tutto. Le lenti piatte sono ancora usate in alcune applicazioni, come il rilevamento topografico, poiché la risoluzione possibile con una pellicola chimica è molto più alta di ogni altro rivelatore elettronico finora costruito.
Tutta l'astronomia, anteriore all'invenzione della fotografia, fu fatta ad occhio nudo.  Comunque, anche prima che le pellicole fossero realmente diventate abbastanza sensibili, l'astronomia scientifica si era spostata interamente verso la pellicola, a causa degli indiscutibili vantaggi:
- L'occhio umano scarta ciò che vede da frazione di secondo a frazione di secondo, ma la pellicola fotografica raccoglie sempre più luce per quanto a lungo l'otturatore sia aperto.
- L'immagine risultante è permanente, in modo tale che molti astronomi possono usare (e discutere sopra!) gli stessi dati.
- È possibile vedere gli oggetti come essi mutano nel tempo (SN 1987A è uno spettacolare esempio).

### Il comparatore a intermittenza
Il comparatore a intermittenza è uno strumento che viene usato per confrontare due fotografie quasi identiche fatte nella stessa sezione di cielo in differenti istanti di tempo. Il comparatore alterna l'illuminazione dei due piatti, e ogni mutamento viene rivelato da punti o linee intermittenti. Questo strumento è stato usato per trovare asteroidi, comete e stelle variabili.

### Il micrometro filare di posizione

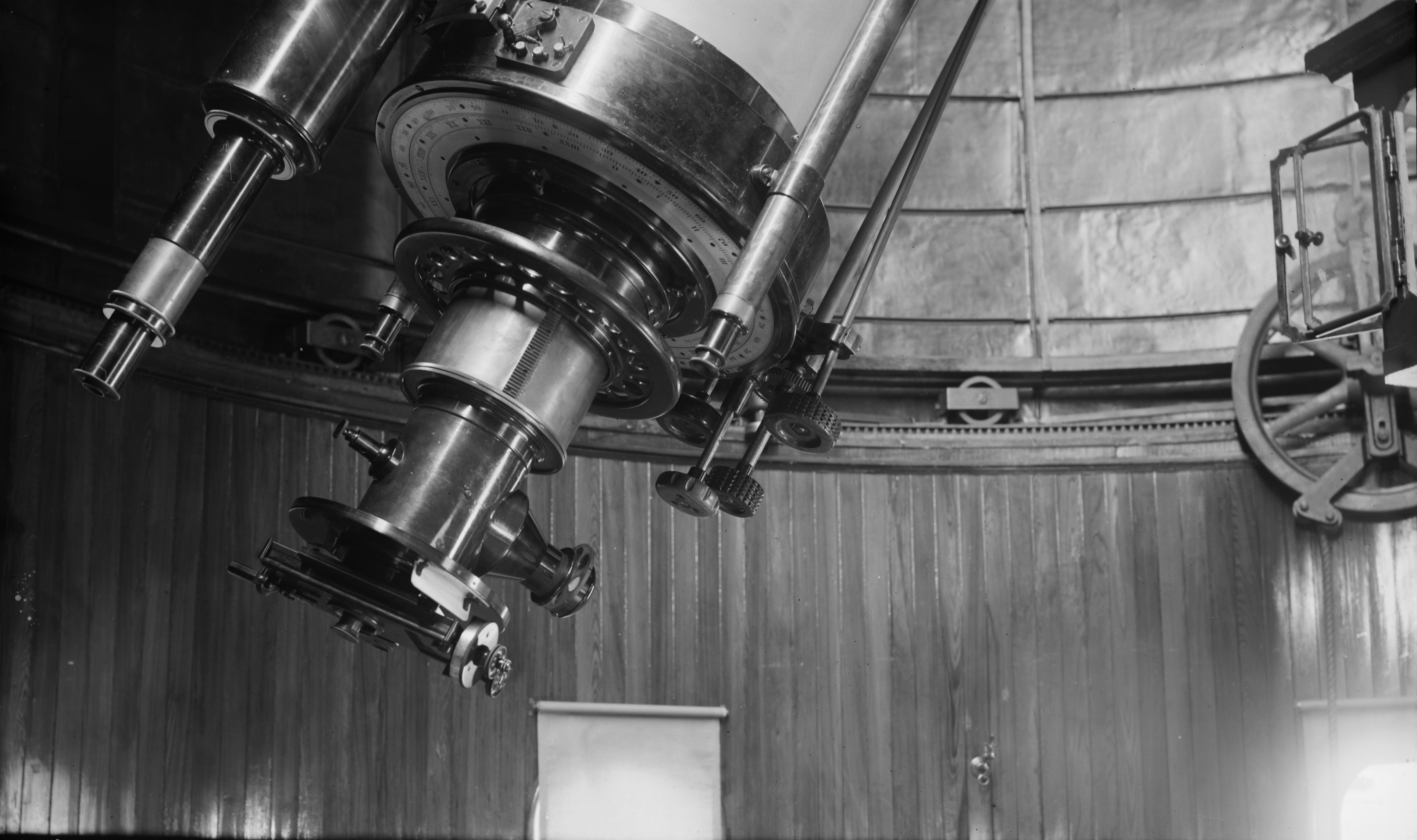
Un micrometro filare montato sul telescopio.

Il micrometro di posizione (o micrometro cross-wire) è uno strumento che è stato usato per misurare le stelle doppie. Esso è costituito di un paio di sottili strisce mobili che possono essere mosse insieme o separatamente. Le lenti del telescopio sono allineate sul paio e orientate usando i fili di posizione che giacciono ad angolo retto alla separazione della stella. I fili mobili sono allora adattati per confrontare le due posizioni della stella. La separazione delle stelle è quindi letta sullo strumento e la loro vera separazione viene determinata in base al suo ingrandimento.

### Lo spettroscopio

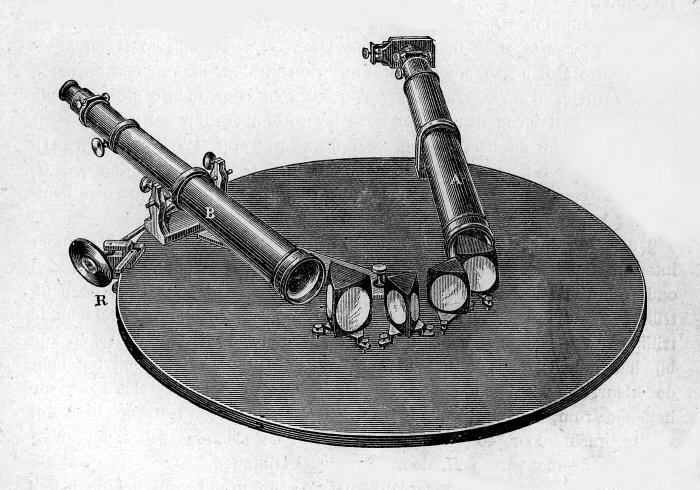
Spectroscopio di Kirchhoff, XIX secolo

Uno strumento vitale dell'astronomia osservativa è lo spettrografo. L'assorbimento di lunghezze d'onda specifiche di luce da elementi consente di osservare specifiche proprietà di corpi distanti. Questa capacità è derivata dalla scoperta dell'elio nello spettro di emissione del Sole, ed ha permesso agli astronomi di determinare una grande quantità di informazioni concernenti le stelle distanti, galassie ed altri corpi celesti. Lo spostamento Doppler (particolarmente lo "spostamento verso il rosso") degli spettri può essere usato anche per determinare il moto radiale o distanza rispetto alla Terra.
I primi spettrografi impiegavano file di prismi il cui scopo era quello di separare la luce in un ampio spettro. Più tardi fu sviluppato lo "spettrografo reticolare", che ridusse la quantità di perdita di luce rispetto ai prismi fornendo una risoluzione spettrale più alta. Lo spettro può essere fotografato con una lunga esposizione, permettendo la misurazione di oggetti deboli (come galassie distanti).

### La fotometria stellare
La fotometria stellare venne in uso nel 1861 come uno dei mezzi per misurare i colori stellari. Questa tecnica misurava la magnitudine di una stella in specifici campi di frequenza, permettendo una determinazione del colore complessivo, e dunque la sua temperatura. Dal 1951 fu adottato un sistema a livello internazionale standardizzato di magnitudini UBV (Ultraviolet-Blue-Visual).
La fotometria fotoelettrica che utilizza il CCD è adesso frequentemente usata per le osservazioni al telescopio. Questi strumenti sensibili possono registrare l'immagine quasi a livello di singoli fotoni e possono essere progettati per osservare parti dello spettro che sono invisibili all'occhio umano. La capacità di registrare l'arrivo di un piccolo numero di fotoni al di sopra di un periodo di tempo può permettere un grado di correzione computazionale per gli effetti atmosferici, camuffanti l'immagine. Immagini multiple digitali possono anche essere combinate per intensificare ulteriormente l'immagine. Quando combinate con la tecnologia dell'ottica adattiva, la qualità dell'immagine può avvicinarsi alla capacità di risoluzione teorica del telescopio.
I Filtri ottici sono utilizzati per osservare un oggetto a frequenze o campi di frequenze particolari. I filtri per la pellicola multistrato possono fornire un controllo molto preciso delle frequenze trasmesse e bloccate, in modo che, per esempio, degli oggetti possono essere visti a una particolare frequenza emessa solo tramite gli atomi eccitati dell'idrogeno. I filtri possono essere anche usati per compensare parzialmente gli effetti dell'inquinamento luminoso impedendo la luce non richiesta. I filtri polarizzatori possono anche essere usati per determinare se una sorgente sta emettendo luce polarizzata e l'orientazione della polarizzazione.

## Telescopi
L'uso di un telescopio consente di osservare oggetti deboli con una risoluzione centinaia di volte maggiore che ad occhio nudo. In questo modo è possibile osservare i pianeti e la loro superficie, i dettagli della superficie della luna, le nebulose, gli ammassi stellari, le galassie ecc.

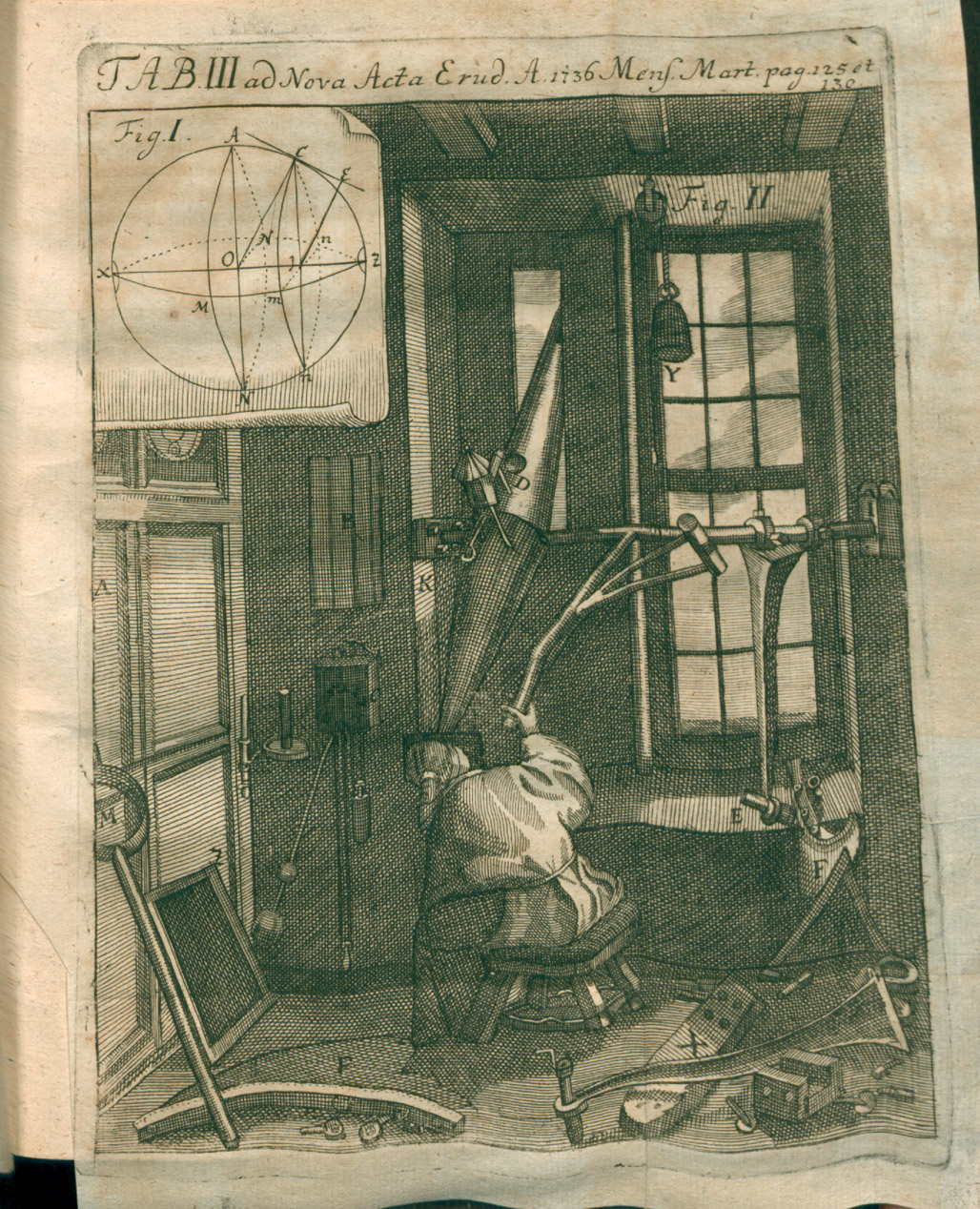
Osservazione del cosmo in una tavola tratta dagli Acta Eruditorum del 1736

Galileo Galilei fu la prima persona che si conosca ad avere puntato un telescopio verso il cielo registrando ciò che vedeva. Da quel momento, l'astronomia osservativa ha registrato costanti progressi ad ogni perfezionamento tecnologico del telescopio.
Una divisione tradizionale dell'astronomia osservativa è data dal campo dello spettro elettromagnetico osservato:
- L'astronomia ottica è la parte dell'astronomia che usa componenti ottici (specchi, lenti e rivelatori) per osservare la luce dal vicino infrarosso alle lunghezze d'onda dell'ultravioletto vicino. L'astronomia della luce visibile (utilizzante lunghezze d'onda che possono essere rilevate ad occhio nudo, circa 400-700 nm) si situa proprio nel mezzo di questo campo.
- L'astronomia infrarossa tratta del rilevamento ed analisi della radiazione infrarossa (questa in genere si riferisce ad lunghezze d'onda non più lunghe del limite di rilevamento dei rivelatori dello stato solido del silicio, con una lunghezza d'onda di circa 1 {\displaystyle \mu m}. Lo strumento più comune è il telescopio riflettente, ma con un sensibile rivelatore delle lunghezze d'onda dell'infrarosso. I telescopi spaziali sono usati per certe lunghezze d'onda dove l'atmosfera è opaca, o per eliminare il disturbo della radiazione termica emanante dall'atmosfera.[9]
- La Radioastronomia rivela la radiazione che ha una lunghezza d'onda che va dal millimetro al decametro. I ricevitori sono simili a quelli usati nelle trasmissioni radio ma molto più sensibili. Vedi anche Radiotelescopi.
- L'Astronomia ad alta energia include l'astronomia a raggi X, astronomia a raggi gamma, e infine l'astronomia dell'ultravioletto, come pure studia i neutrini e i raggi cosmici.

L'astronomia ottica e la radioastronomia possono essere svolte tramite osservatori terrestri, poiché l'atmosfera è relativamente trasparente alle lunghezze d'onda rilevate. Gli osservatori sono di solito situati a grandi altitudini in modo da minimizzare l'assorbimento e la distorsione causati dall'atmosfera terrestre. Alcune lunghezze d'onda della luce infrarossa sono fortemente assorbite dal vapore acqueo, così molti osservatori all'infrarosso sono situati in luoghi secchi ad altitudine elevata, o nello spazio.
L'atmosfera è opaca alle lunghezze d'onda usate dall'astronomia a raggi X, astronomia a raggi gamma, astronomia dell'ultravioletto e (eccetto per poche "finestre" di lunghezze d'onda) astronomia dell'infrarosso remoto, in tal modo le osservazioni devono essere compiute soprattutto da palloni o da osservatori spaziali. I potenti raggi gamma possono, ad ogni modo essere rilevati da grandi cascate atmosferiche estese che essi producono. Lo studio dei raggi cosmici è una branca rapidamente in espansione nell'astronomia.

### Telescopi ottici

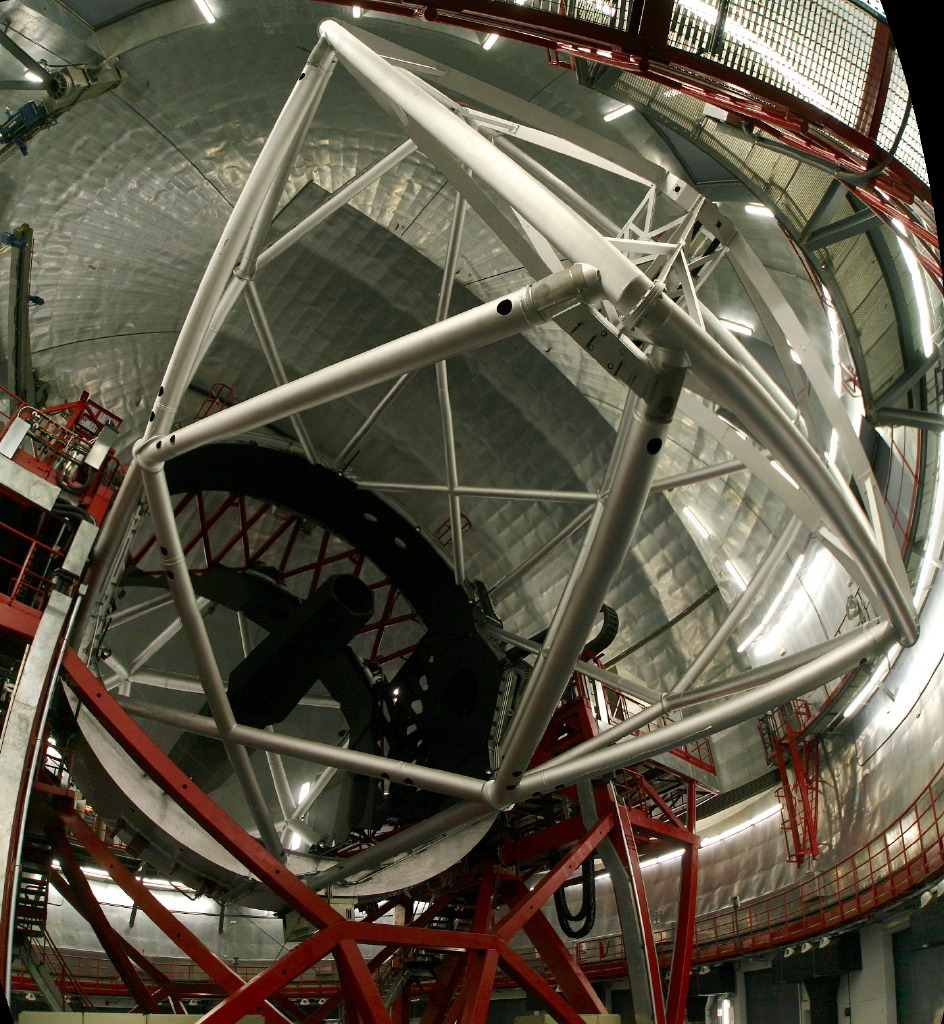
Il Gran Telescopio Canarias, situato a La Palma, è il telescopio ottico a specchio singolo più grande al mondo, con un'apertura di 10,4 m.

L'osservazione, nella storia dell'astronomia osservativa, per molto tempo fu quasi tutta svolta nell'ambito dello spettro visivo con telescopi ottici. Mentre l'atmosfera terrestre è relativamente trasparente in questa porzione dello spettro elettromagnetico, la maggior parte del lavoro al telescopio è ancora dipendente dalle condizioni del seeing e dalla trasparenza dell'aria, ed è generalmente limitato alle ore notturne. Le condizioni di visibilità dipendono dalla turbolenza e variazioni termiche atmosferiche. I siti che sono frequentemente nuvolosi o risentono della turbolenza atmosferica limitano la risoluzione delle osservazioni. Similmente la presenza della luna piena può illuminare il cielo con luce diffusa, impedendo l'osservazione di oggetti di per sé poco percettibili.
Per gli scopi dell'osservazione, il luogo ottimale per un telescopio ottico è indubbiamente lo spazio esterno. Là il telescopio può fare osservazioni senza essere perturbato dall'atmosfera terrestre. Comunque, attualmente risulta costoso mandare telescopi in orbita. Di conseguenza, al successivo secondo posto, i migliori luoghi sono alcune vette di montagna che hanno molti giorni di sereno e generalmente condizioni atmosferiche buone (con buone condizioni di visibilità). Le vette delle isole di Mauna Kea (Hawaii) e La Palma posseggono queste proprietà e, in misura inferiore, i siti dell'entroterra come Llano de Chajnantor, Paranal, Cerro Tololo e La Silla in Cile. In questi siti sono stati impiantati apparati di potenti telescopi con un investimento totale di molti miliardi di dollari statunitensi.

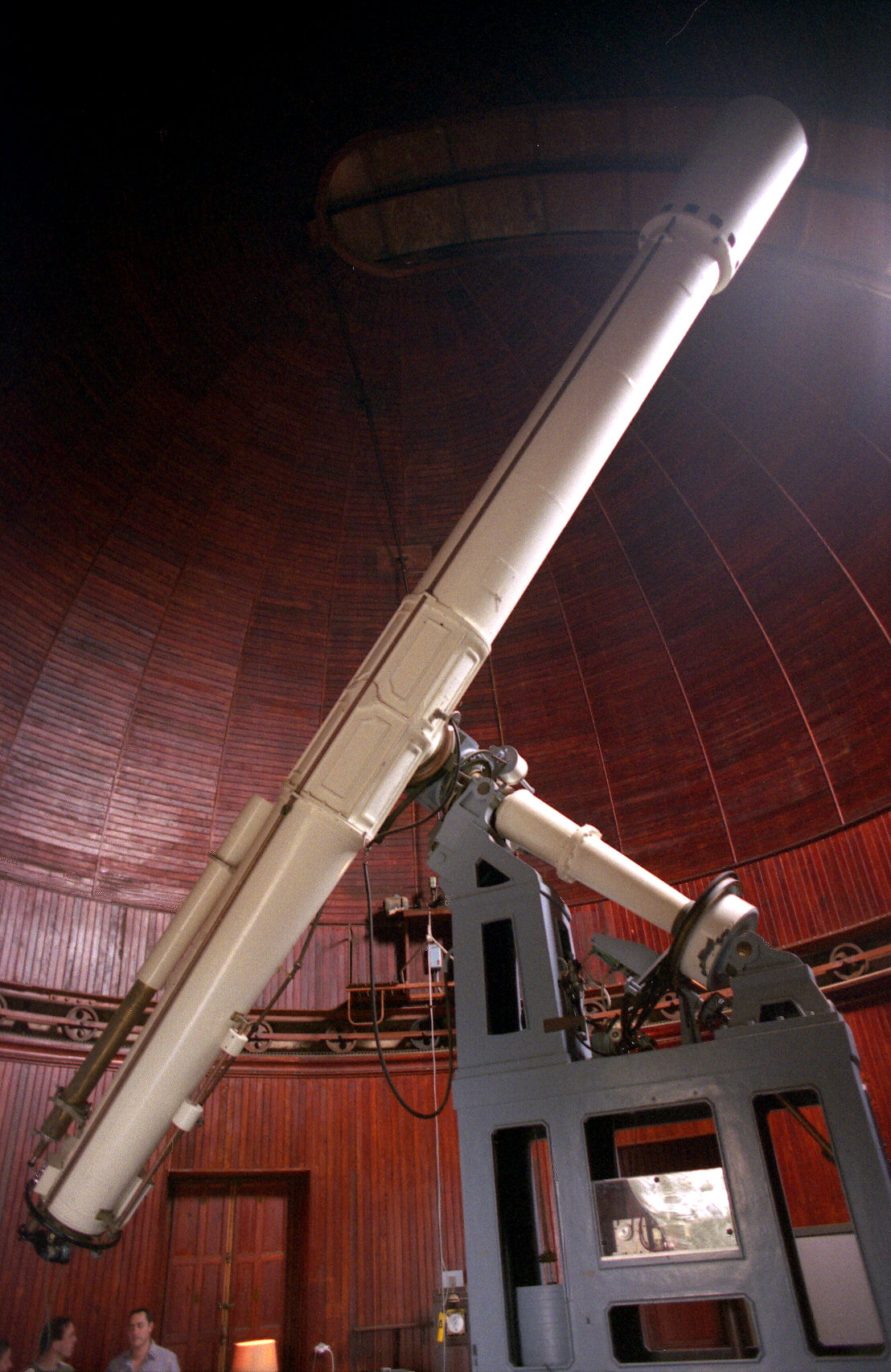
Il telescopio rifrattore da 50 cm dell'Osservatorio di Nizza.

L'oscurità del cielo notturno è un importante fattore nell'astronomia ottica. Grandi città ed aree popolate sempre più in espansione incrementano di notte la quantità di luce artificiale. Questa luce artificiale produce un'illuminazione diffusa di fondo permettendo un'osservazione molto difficile, con scarse caratteristiche astronomiche senza l'ausilio di filtri speciali. Per questo in alcune località come l'Arizona e il Regno Unito vengono condotte delle campagne per la riduzione dell'inquinamento luminoso. L'uso di schermi attorno alle luci delle strade non solo migliora la quantità di luce diretta verso il suolo, ma aiuta anche a ridurre la luce diretta verso il cielo.
Gli effetti atmosferici (seeing) possono gravemente impedire la risoluzione di un telescopio. Senza alcuni mezzi atti a correggere l'effetto di offuscamento dovuto all'incostante atmosfera, i telescopi più grandi con apertura di circa 15–20 cm non possono raggiungere la risoluzione teorica alle lunghezze d'onda visibili. Risulta dunque che il primo vantaggio ad usare telescopi molto grandi è dovuto al miglioramento nella capacità di raccogliere luce, permettendo l'osservazione di magnitudini molto deboli. Tuttavia l'handicap della risoluzione sta iniziando ad essere sorpassato dall'ottica adattiva, speckle imaging e interferometric imaging, come pure dall'uso di telescopi spaziali.
Gli astronomi hanno un numero di strumenti di osservazione che possono usare per effettuare le misurazioni dei cieli. Per gli oggetti che sono relativamente vicini al Sole e alla Terra, le misurazioni delle posizioni dirette e molto precise possono essere fatte contro un più distante sfondo (e a causa di ciò tutt'altro che stazionario). Le prime osservazioni di questa natura furono usate per sviluppare modelli orbitali molto precisi dei vari pianeti, determinando le loro rispettive masse e perturbazioni gravitazionali. Tali misurazioni condussero alla scoperta dei pianeti Urano, Nettuno, e (indirettamente) Plutone. Da esse derivò anche un'erronea supposizione riguardo a un pianeta immaginario Vulcano dentro l'orbita di Mercurio (ma la spiegazione della precessione dell'orbita di Mercurio data da Einstein viene considerata uno dei trionfi della teoria della relatività generale).

## Altri strumenti

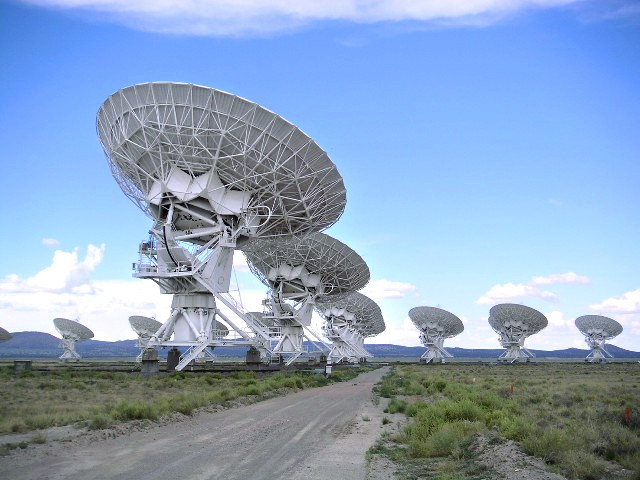
Il Very Large Array, situato nel Nuovo Messico, è un potente radiointerferometro costituito da 27 radiotelescopi.

In aggiunta all'ispezione dell'universo tramite lo spettro ottico, gli astronomi sono sempre più stati capaci di acquisire informazione da altre porzioni dello spettro elettromagnetico. Le primissime misurazioni non ottiche furono fatte riguardo alle proprietà termiche del Sole. Gli strumenti impiegati durante un'eclissi potrebbero essere usati per misurare la radiazione emessa dalla corona.
Con la scoperta delle onde radio, la radioastronomia iniziò ad emergere come una nuova disciplina dall'astronomia. Le lunghezze d'onda lunghe delle onde radio richiesero piatti (antenne paraboliche) collezionatori molto più adatti per fare immagini con una buona risoluzione, e più tardi condusse allo sviluppo degli interferometri multi-piatto per fare radio-immagini (o "radio-mappe") a sintesi di apertura ad alta risoluzione. Lo sviluppo dell'antenna ricevente per microonda portò alla scoperta della radiazione cosmica di fondo delle microonde associata al big bang.
La radio astronomia ha continuato ad espandere le sue capacità, usando anche i satelliti radioastronomici per produrre interferometri con linee di base molto più larghe della dimensione della Terra. Ad ogni modo, l'uso sempre più esteso dello spettro radio per altri usi viene gradualmente a sommergere i deboli segnali radio dalle stelle. Per questa ragione, la radioastronomia del futuro può essere realizzata in zone schermate, come il lato nascosto della Luna.
Gli ultimi anni del ventesimo secolo vide rapidi progressi tecnologici nella strumentazione astronomica. Telescopi ottici cominciavano a diventare sempre più grandi, impiegando l'ottica adattiva per eliminare almeno parzialmente l'offuscamento atmosferico. Nuovi telescopi furono lanciati nello spazio, e si incominciò ad osservare l'universo in parti dello spettro elettromagnetico, nell'infrarosso, ultravioletto, raggi X e raggi gamma, come pure si iniziarono ad osservare i raggi cosmici. Gli apparati interferometrici produssero sommamente le prime immagini ad alta risoluzione usando la sintesi di apertura a lunghezze d'onda radio, infrarossa e ottica. Strumenti orbitanti come il telescopio spaziale Hubble produssero rapidi progressi nella conoscenza astronomica, funzionanti come animali da lavoro nelle osservazioni della luce visibile degli oggetti cosmici deboli. I nuovi strumenti spaziali in fase di sviluppo sono attesi per poter osservare direttamente i pianeti attorno ad altre stelle, e forse anche qualche mondo simile alla nostra Terra.
In aggiunta ai telescopi, gli astronomi hanno iniziato ad usare altri strumenti per fare osservazioni. Enormi serbatoi sotterranei sono stati costruiti per rilevare l'emissione di neutrini dal Sole e supernovae. Dei rivelatori di onde di gravità sono stati progettati per potere catturare eventi come le collisioni di oggetti massivi come le stelle di neutroni. Veicoli-robot spaziali sono anche sempre più usati per fare osservazioni estremamente dettagliate di pianeti del sistema solare, in modo che il campo della scienza planetaria ha adesso importati punti in comune con discipline quali la geologia e la meteorologia.

## L'immagine digitale
Negli ultimi anni si è sviluppato, oltre alla fotografia, l'uso dei CCD e di altri dispositivi digitali quali fotocamere e webcam, per la ripresa e l'osservazione degli oggetti celesti al telescopio. L'evoluzione, rispetto l'osservazione fotografica, è di miglioramento della precisione, ma soprattutto della sensibilità del supporto sensibile.